# Копний суд
Ко́пний суд, також копні збори —  суд сільської громади, громадський суд, що виник в Україні, в Білорусі і Литві за раннього феодалізму, — громадський інститут, орган громадського самоуправління, який представляв собою сходку жителів сільського поселення.
Починаючи від X–XI століть громади (общини) існували паралельно залежними від замків князівських сіл (общини князівських сіл) та залежні посадські общини давньоруських міст. З часом існували паралельно з вотчинними судами.

## Назва
Це народні сходини, відомі під назвою "копа" ("купа"), "громада", "велика громада", або суд сільської громади; общинний суд, сільські збори, в Галичині — "зборовий", сільські сходи. Це назва в XVI–XVII століттях на українських, а також на білоруських і литовських землях суду територіальної громади (або кількох сусідніх громад, переважно сільських, рідше міських). Збирався у заздалегідь визначеному місці — копищі (звідси й назва),  або там, де було вчинено злочин. Копа означало, зокрема, і схід громади.

## Опис
Поєднував слідчі й судові функції, діяв за звичаєвим правом, поєднував слідчі та власне судові функції, передбачав низку пов'язаних між собою процесуальних дій: підготовку до суду ("заклич", "заповідь на торгу", оповіщення околиці тощо); зібрання копи, вибори суддів та вислуховування сторін; слідчі дії (обшук, "личкування", "поволання", "гоніння сліду", "тортури" тощо); за потреби – збір другої ("головнішої") та третьої ("остаточної") копи; визначення винуватців, призначення покарання та його здійснення (від грошових штрафів і тілесних кар аж до смертного вироку "на шибениці"). Копне судочинство вирізнялося значною ритуальністю.
Копний суд здійснювали збори, і вагомий вплив на ньому мали не обрані (крім виборних осіб, важливу роль у громаді відігравали окремі її члени, названі в документах "мужами", "людьми"; ще літописи згадують про них, називаючи "лучші мужі", "градські старці".) (обрані) населенням копного округу судді — «копні мужі» ("кошті мужі", "мужі добрі, віри гідні"). Участі в "копі" мали тільки голови родинних господарств, запрошувались "околичні сусіди" (один-два представники від сусідніх громад), а інші особи, в тому числі жінки, неодружені чоловіки, з'являлися лише на вимогу копи без права голосу, переважно як свідки.
Копний суд присуджував до штрафу, відшкодування збитків, тілесних покарань, смертної кари, практикував умовне засудження. На суд копи найчастіше виносилися справи про крадіжки (бджіл, меду, худоби); про вируб бортного дерева; підпал; завдання тілесних ушкоджень чи вбивство; про розподіл майна, розглядав різні кримінальні й цивільні справи; земельні спори, скарги про завдання шкоди польовим і лісовим угіддям, кримінальні справи тощо.
Збирався кілька разів: для розшуку злочинця по «гарячих слідах» — «гаряча копа»; для судового слідства — «велика копа» з представників сіл копного округу; для остаточного вирішення справи і виконання вироку — «завита копа» (завити — закінчити). Копний суд присуджував до штрафу, відшкодування збитків, тілесних покарань, смертної кари, практикував умовне засудження. Апеляційною інстанцією проти вироків копних судів були державні суди.
Згадки про копний суд зустрічаються ще в документах 2-ї половини XVII століття. З певними видозмінами елементи копні суди проіснували до середини 18 століття. На Волині і Поділлі копний суд зберігався з певними змінами до XX століття.
Починаючи від X–XI століть общини існували паралельно залежними від замків князівських сіл (общини князівських сіл) та залежні посадські общини давньоруських міст. Общини з копними зборами існували паралельно до законодавств, дедалі більше було пристосування копних судів до інтересів феодалів і інших людей громади, і з часом існували паралельно з вотчинними судами (див. Єдлінський привілей 1430). Вотчинні суди чинили земельні магнати над належними їм селянами (див. Вотчина). На Поліссі, Волині, Поділлі, а також на Сіверщині (у північних полках Гетьманщини) копний суд збереглися з певними змінами до XVIII/XX століття.
Див. також про це саме: Сільські збори